# Breidweiler
Breidweiler (en luxemburguès: Präiteler; en alemany: Breidweiler) és una vila de la comuna de Consdorf situada al districte de Grevenmacher del cantó d'Echternach. Està a uns 22 km de distància de la ciutat de Luxemburg.